# Proerginus
Proerginus is een geslacht van hooiwagens uit de familie Cosmetidae.
De wetenschappelijke naam Proerginus is voor het eerst geldig gepubliceerd door Roewer in 1917. 

## Soorten
Proerginus omvat de volgende 2 soorten:
- Proerginus andinus
- Proerginus lineatus